# The Equalizer (sèrie de televisió de 2021)
The Equalizer és una sèrie de televisió estatunidenca de thriller d'espionatge, emesa per primera vegada a la CBS el 7 de febrer del 2021, produïda per Richard Lindheim i Michael Sloan i protagonitzada per Queen Latifah en el paper de Robyn McCall. Està basada en la sèrie homònima de 1985, de la qual se'n van fer una pel·lícula el 2014 i una seqüela el 2018, ambdues amb Denzel Washington com a Robert McCall, que anirà seguida d'una tercera pel·lícula, prevista per finals del 2022.

## Repartiment
- Queen Latifah com a Robyn McCall, "The Equalizer", una mare soltera divorciada i antiga agent de la CIA
- Tory Kittles com a Marcus Dante
- Adam Goldberg com a Harry Keshegian, marit de Melody[4]
- Liza Lapira com a Melody "Mel" Bayani
- Laya DeLeon Hayes com a Delilah, la filla de 15 anys de Robyn
- Lorraine Toussaint com a Viola "Aunt Vi" Marsette, tieta de Robyn
- Chris Noth com a William Bishop[5]
- Erica Camarano com a Detectiu Paley
- Jennifer Ferrin com a Avery Grafton
- Frank Pando com a Capità Torres
- Dominic Fumusa com a Detectiu Ken Mallory
- Jada Pinkett Smith com a Jessie "The Worm" Cook,[6] antiga companya de Robyn i lladre professional